# Pluvier pâtre
Anarhynchus pecuarius
Espèce
Synonymes
Charadrius pecuarius
Statut de conservation UICN

 LC  : Préoccupation mineure
Le Pluvier pâtre (Anarhynchus pecuarius, anciennement Charadrius pecuarius), aussi appelé Gravelot pâtre, Gravelot de Kittlitz, est une petite espèce d'oiseaux limicoles de la famille des Charadriidae. C'est une espèce monotypique.

## Répartition géographique
Il vit en Afrique subsaharienne, la vallée du Nil et à Madagascar.